# Зелендвор
Зелендвор (хорв. Zelendvor) — населений пункт у Хорватії, у Вараждинській жупанії у складі громади Петріянець.

## Населення
Населення за даними перепису 2011 року становило 129 осіб.
Динаміка чисельності населення поселення:

## Клімат
Середня річна температура становить 10,07 °C, середня максимальна – 24,50 °C, а середня мінімальна – -6,60 °C. Середня річна кількість опадів – 919 мм.
| Клімат поселення                              | Клімат поселення | Клімат поселення | Клімат поселення | Клімат поселення | Клімат поселення | Клімат поселення | Клімат поселення | Клімат поселення | Клімат поселення | Клімат поселення | Клімат поселення | Клімат поселення | Клімат поселення |
| Показник                                      | Січ.             | Лют.             | Бер.             | Квіт.            | Трав.            | Черв.            | Лип.             | Серп.            | Вер.             | Жовт.            | Лист.            | Груд.            |                  |
| Середній максимум, °C                         | 5,52             | 7,45             | 11,96            | 16,35            | 21,46            | 24,50            | 23,62            | 23,05            | 19,08            | 14,02            | 8,40             | 4,43             |                  |
| Середня температура, °C                       | −0,54            | 1,37             | 5,90             | 10,28            | 15,40            | 18,42            | 19,86            | 19,30            | 15,30            | 10,26            | 4,63             | 0,65             |                  |
| Середній мінімум, °C                          | −6,6             | −4,69            | −0,16            | 4,20             | 9,32             | 12,36            | 16,09            | 15,52            | 11,55            | 6,50             | 0,86             | −3,12            |                  |
| Норма опадів, мм                              | 43               | 46               | 61               | 72               | 79               | 106              | 96               | 95               | 86               | 87               | 85               | 63               |                  |
| Середньомісячна швидкість вітру, м/с          | 1.80             | 2.06             | 2.40             | 2.40             | 2.30             | 2.00             | 2.00             | 1.80             | 1.80             | 1.80             | 1.90             | 1.90             |                  |
| Середньомісячна сонячна радіація, кДж/м²·день | 4053             | 6797             | 10532            | 14842            | 18842            | 20736            | 21268            | 18522            | 13791            | 8593             | 4491             | 3227             |                  |
| --------------------------------------------- | ---------------- | ---------------- | ---------------- | ---------------- | ---------------- | ---------------- | ---------------- | ---------------- | ---------------- | ---------------- | ---------------- | ---------------- | ---------------- |
| Джерело:                                      |                  |                  |                  |                  |                  |                  |                  |                  |                  |                  |                  |                  |                  |